# Ministero della giustizia (Francia)
Il Ministero della giustizia (in francese Ministère de la Justice) è un dicastero del governo francese che ha la responsabilità di garantire il corretto funzionamento del sistema giudiziario.
Ubicato presso l'Hôtel de Bourvallais al n 13 del Place Vendôme, nel I arrondissement di Parigi, è stato soprannominato per metonimia "Place Vendôme". L'attuale Ministro della Giustizia è Éric Dupound-Moretti in carica dal 2020 nel secondo governo di Édouard Philippe. Successivamente viene riconfermato nel governo Borne.

## Storia
La sede del Ministero è soprannominata la cancelleria, in riferimento all'ex ufficio di Cancelliere di Francia che fu il primo dei grandi uffici dell'Ancien Régime. Ogni Ministro veniva insignito dell'appellativo di Guardasigilli, anch'esso ereditato dall'Ancien Régime.

## Compiti e funzioni
Le funzioni del ministero della giustizia sono:
- la gestione dei mezzi di giustizia: personale, beni immobili, attrezzature e apparecchiature informatiche;
- l'elaborazione di leggi e regolamenti in settori quali il diritto penale, la cittadinanza francese o il diritto di famiglia;
- sostegno delle persone affidate alla decisione della autorità giudiziaria: i minorenni autori di reati o a rischio e adulti sottoposti a controllo giurisdizionale;
- la definizione e l'attuazione di orientamenti politici più importanti in materia di giustizia: l'assistenza alle vittime della criminalità, politica penale, la lotta contro la criminalità organizzata, l'accesso al diritto e la giustizia.

Ci sono indipendenti istituzioni giudiziarie del ramo esecutivo, compreso il Consiglio superiore della magistratura.

## Organizzazione
Come altri ministeri francesi, il Ministero della giustizia è diviso in una sede a Parigi ed ha una gestione del territorio in tutto il territorio nazionale.

### Amministrazione  centrale
L'amministrazione centrale del Dipartimento di giustizia comprende:
- il Segretariato generale (SG);
- la Direzione dei servizi giudiziari (DSJ);
- la Direzione degli affari civili e del sigillo (DACS);
- la Direzione dei servizi giudiziari e di grazia (DACG);
- la Direzione dell'amministrazione penitenziaria (DAP);
- la Direzione della protezione giudiziaria della gioventù (DPJJ).

## Personale
Il Ministero della giustizia ha alle sue dipendenze attualmente 74 000 dipendenti.